# Kosmos 1191
O Kosmos 1191 (em russo: Космос 1191, significado Cosmos 1191) foi um satélite soviético de sistema de alerta anti-mísseis intercontinentais. Foi desenvolvido como parte do programa Oko de satélites artificiais. O satélite foi projetado para identificar lançamentos de mísseis usando telescópios ópticos e sensores infravermelhos.
O Kosmos 1191 foi lançado em 02 de julho de 1980 do Cosmódromo de Plesetsk, União Soviética (atualmente na Rússia), através de um foguete Molniya-M. 